# 市川小紗
市川 小紗（いちかわ さあしゃ）は、日本の原画家、イラストレーター。旧名義は本杉 知絵。

## 作品リスト

### 美少女ゲーム
- コ・コ・ロ…（1998年） - 原画
- 愛のチカラ（2005年） - 原画
- 女系家族 〜淫謀〜（2005年） - キャラクターデザイン
- ぼくと子宮出し女教師〜先生の中は精液まみれ〜（2006年） - 原画
- 媚肉の香り ネトリネトラレヤリヤラレ（2008年） - 原画
- 媚肉の香り 番外編「由紀の香り・律子の溜息」（2008年） - 原画
- 人間デブリ コンナジブンニダレガシタ?（2010年）
- 女系家族III 〜秘密HIMITSU卑蜜〜（2012年） - キャラクターデザイン
- 麻呂の患者はガテン系2（2013年）
- 愛姉妹IV 悔しくて気持ち良かったなんて言えない（2014年） - キャラクターデザイン、原画
- 根雪の幻影 白花荘の人々（2015年） - キャラクターデザイン、無職盗迷と共同原画担当

### アニメ
- OVA『コ・コ・ロ…』（2001年 - 2002年） - オリジナルキャラクターデザイン

### 小説
- コ・コ・ロ…（1999年） - 原画、イラスト